# ATP Challenger Santiago de Chile
Das ATP Challenger Santiago de Chile (offizieller Name: Cachantún Open) ist ein seit 2005 jährlich stattfindendes Tennisturnier in Santiago de Chile. Es ist Teil der ATP Challenger Tour und wird im Freien auf Sand ausgetragen.
2010 wurde das Turnier wegen eines schweren Erdbebens, das sich am 27. Februar vor der Küste der Region Maule ereignete, nicht ausgetragen. 2020 fand es aufgrund der Corona-Pandemie nicht statt.

## Liste der Sieger

### Einzel
| Jahr     | Sieger                   | Finalgegner            | Ergebnis          |
| -------- | ------------------------ | ---------------------- | ----------------- |
| 2025     | Daniel Elahi Galán       | Thiago Monteiro        | 7:5, 6:3          |
| 2024     | Juan Pablo Varillas (2)  | Facundo Bagnis         | 6:3, 6:2          |
| 2023     | Hugo Dellien (3)         | Thiago Seyboth Wild    | 3:6, 6:3, 6:3     |
| 2022     | Hugo Dellien (2)         | Alejandro Tabilo       | 6:3, 4:6, 6:4     |
| 2021 (3) | Sebastián Báez (2)       | Felipe Meligeni Alves  | 3:6, 7:66, 6:1    |
| 2021 (2) | Juan Pablo Varillas (1)  | Sebastián Báez         | 6:4, 7:5          |
| 2021 (1) | Sebastián Báez (1)       | Tomás Barrios Vera     | 6:3, 7:64         |
| 2020     | nicht ausgetragen        | nicht ausgetragen      | nicht ausgetragen |
| 2019     | Hugo Dellien (1)         | Wu Tung-lin            | 5:7, 7:61, 6:1    |
| 2018     | Marco Cecchinato         | Carlos Gómez Herrera   | 1:6, 6:1, 6:1     |
| 2017     | Rogério Dutra da Silva   | Nicolás Jarry          | 7:5, 6:3          |
| 2016     | Facundo Bagnis (3)       | Rogério Dutra da Silva | 6:73, 6:4, 6:3    |
| 2015     | Facundo Bagnis (2)       | Guilherme Clezar       | 6:2, 5:7, 6:2     |
| 2014     | Thiemo de Bakker         | James Duckworth        | 4:6, 7:610, 6:1   |
| 2013     | Facundo Bagnis (1)       | Thiemo de Bakker       | 7:62, 7:63        |
| 2012     | Paul Capdeville          | Antonio Veić           | 6:3, 6:75, 6:3    |
| 2011     | Máximo González (2)      | Éric Prodon            | 7:5, 0:6, 6:2     |
| 2010     | nicht ausgetragen        | nicht ausgetragen      | nicht ausgetragen |
| 2009     | Máximo González (1)      | Mariano Zabaleta       | 6:4, 6:3          |
| 2008     | Thomaz Bellucci          | Eduardo Schwank        | 6:4, 7:63         |
| 2007     | Martín Vassallo Argüello | Fabio Fognini          | 1:6, 7:5, 6:4     |
| 2006     | Boris Pašanski           | Paul Capdeville        | 6:2, 7:69         |
| 2005     | Tomas Behrend            | Adrián García          | 7:63, 4:6, 6:2    |

### Doppel
| Jahr     | Sieger                                        | Finalgegner                                           | Ergebnis           |
| -------- | --------------------------------------------- | ----------------------------------------------------- | ------------------ |
| 2025     | Vasil Kirkov Matías Soto                      | Mateus Alves Luís Britto                              | 6:4, 6:3           |
| 2024     | Fernando Romboli (2) Marcelo Zormann          | Boris Arias Federico Zeballos                         | 7:65, 6:4          |
| 2023     | Pedro Boscardin Dias João Lucas Reis da Silva | Diego Hidalgo Cristian Rodríguez                      | 6:4, 3:6, [10:7]   |
| 2022     | Diego Hidalgo (2) Cristian Rodríguez          | Pedro Cachín Facundo Mena                             | 6:4, 6:4           |
| 2021 (3) | Evan King Max Schnur                          | Hans Hach Verdugo Miguel Ángel Reyes Varela           | 3:6, 7:63, [16:14] |
| 2021 (2) | Diego Hidalgo (1) Nicolás Jarry (3)           | Evan King Max Schnur                                  | 6:3, 5:7, [10:6]   |
| 2021 (1) | Luis David Martínez Gonçalo Oliveira          | Rafael Matos Felipe Meligeni Alves                    | 7:5, 6:1           |
| 2020     | nicht ausgetragen                             | nicht ausgetragen                                     | nicht ausgetragen  |
| 2019     | Franco Agamenone Fernando Romboli (1)         | Facundo Argüello Martín Cuevas                        | 7:65, 1:6, [10:6]  |
| 2018     | Romain Arneodo Jonathan Eysseric              | Guido Andreozzi Guillermo Durán                       | 7:64, 1:6, [12:10] |
| 2017     | Tomás Barrios Vera Nicolás Jarry (2)          | Máximo González Andrés Molteni                        | 6:4, 6:3           |
| 2016     | Julio Peralta Hans Podlipnik-Castillo         | Facundo Bagnis Máximo González                        | 7:64, 4:6, [10:5]  |
| 2015     | Andrés Molteni Guido Pella                    | Andrea Collarini Máximo González                      | 7:67, 3:6, [10:4]  |
| 2014     | Cristian Garín Nicolás Jarry (1)              | Jorge Aguilar Hans Podlipnik-Castillo                 | kampflos           |
| 2013     | Marcelo Demoliner João Souza                  | Federico Delbonis Diego Junqueira                     | 7:5, 6:1           |
| 2012     | Paul Capdeville Marcel Felder                 | Jorge Aguilar Daniel Garza                            | 6:73, 6:4, [10:7]  |
| 2011     | Máximo González (2) Horacio Zeballos (2)      | Guillermo Rivera Aránguiz Cristóbal Saavedra Corvalán | 6:3, 6:4           |
| 2010     | nicht ausgetragen                             | nicht ausgetragen                                     | nicht ausgetragen  |
| 2009     | Sebastián Prieto Horacio Zeballos (1)         | Rogério Dutra da Silva Flávio Saretta                 | 7:62, 6:2          |
| 2008     | Mariano Hood Eduardo Schwank                  | Brian Dabul Jean-Julien Rojer                         | 6:3, 6:3           |
| 2007     | Brian Dabul Marc López                        | Pablo Cuevas Horacio Zeballos                         | 6:2, 3:6, [10:8]   |
| 2006     | Máximo González (1) Sergio Roitman            | Jorge Aguilar Felipe Parada                           | 6:4, 6:3           |
| 2005     | Giovanni Lapentti Damián Patriarca            | Enzo Artoni Ignacio González King                     | 6:2, 4:6, 6:4      |